# Ammophilomima thailandae
Ammophilomima thailandae är en tvåvingeart som beskrevs av Martin 1973. Ammophilomima thailandae ingår i släktet Ammophilomima och familjen rovflugor.
Artens utbredningsområde är Thailand. Inga underarter finns listade i Catalogue of Life.